# Porsche Tennis Grand Prix 2004
Il Porsche Tennis Grand Prix 2004 è stato un torneo femminile di tennis giocato sul cemento indoor. È stata la 27ª edizione del Porsche Tennis Grand Prix, che fa parte della categoria Tier II nell'ambito del WTA Tour 2004.
Si è giocato a Filderstadt in Germania, dal 4 al 10 ottobre 2004.

## Campionesse

### Singolare
Lindsay Davenport ha battuto in finale  Amélie Mauresmo che si è ritirata sul pounteggio di 6–2

### Doppio
Cara Black /  Rennae Stubbs hanno battuto in finale  Anna-Lena Grönefeld /  Julia Schruff con il punteggio di 6–3, 6–2